# Филиппинский азиатский трогон
Филиппинский азиатский трогон (лат. Harpactes ardens) — вид птиц семейства трогоновых. Является эндемиком Филиппин.

## Описание
У самцов голова и горло черные, а морда синяя. Шея и спина коричневые, круп светло-коричневый, хвост рыжеватый. Грудь от светло-серого до розового. Самки более блёклые во всех цветах.

## Среда обитания
Естественной средой обитания филиппинского трогона являются субтропические или тропические влажные низинные леса и субтропические или тропические влажные горные леса.

## Размножение
Он строит свое гнездо в дупле мертвого дерева на высоте 6 метров. Размер его кладки составляет 3 яйца.